# Велика Дальня печера
Велика Дальня печера (рос. Большая Дальняя) — печера на Алтаї, Алтайський край, Росія.  Загальна протяжність — 70 м. Глибина печери — 10 м, амплітуда висот — 10 м; загальна площа — N/A м²; об'єм — N/A м³.  Печера відноситься до Західноалтайської області Алтайської провінції Алтай-Саянської спелеологічної країни. Кадастровий номер 5119/8307-1Z.